# Linea 121 (Santiago de Chile)
La línea 121 de Red (anteriormente llamado Transantiago) es un recorrido que une la estación Mapocho de Santiago y la calle Santa Margarita de San Bernardo, siendo así uno de los recorridos principales del sector sur de la capital así como también de acceso al Club Hípico y al metro Pedro Aguirre Cerda de la línea 6.
Forma parte de la Unidad 3 del Transantiago, operada por Buses Vule, correspondiéndole el color verde a sus buses.

## Flota
El servicio 311 originalmente operaba con buses con chasís Mercedes Benz principalmente, todos ellos provenientes del antiguo sistema de transporte. Bajo la operación de Alsacia, el recorrido operó principalmente con buses con chasís Volvo B7R carrozadas por Marcopolo (Gran Viale) y Caio Induscar (Mondego L), los cuales tienen capacidad de 90 personas.
Actualmente el servicio utiliza buses con chasís Mercedes Benz O500U y carrozados por Caio Induscar (Mondego H), los cuales fueron fabricados entre 2009 y 2013.

## Historia
La línea 121 nació bajo el número 311, siendo una de las principales rutas del plan original del Transantiago, al unir el centro de la ciudad con las zonas del sector sur de la capital, las cuales aun no cuentan con servicio de Metro.
Entre los años 2009 y 2010, la empresa Buses Gran Santiago dejó de operar los servicios del entonces Troncal 3, siendo entregados sus servicios a 3 empresas. Inversiones Alsacia asumió la operación del recorrido 311, modificando su numeración a 121.
A partir del 2 de septiembre de 2017, el recorrido 121 extiende su recorrido a los sectores de Avenida Lo Espejo y Santa Margarita, en la comuna de San Bernardo.
En 2019, el recorrido pasó a ser operado por Buses Vule debido al fin de operaciones de la empresa Inversiones Alsacia, el 22 de octubre de 2018.

## Trazado
Ida
- Comuna de Santiago
  - Avenida Cardenal José María Caro
  - Avenida Presidente Balmaceda
  - Avenida Ricardo Cumming
  - Avenida Brasil
  - Club Hípico
- Comuna de Pedro Aguirre Cerda
  - Avenida Departamental
  - Avenida Lo Ovalle
  - Av. Central Cardenal Raúl Silva Henríquez
- Comuna de Lo Espejo
  - Av. Presidente Eduardo Frei Montalva
  - Av. Central Cardenal Raúl Silva Henríquez
  - Gabriela Mistral
  - Ortiz de Zarate
- Comuna de San Bernardo
  - Gabriela Mistral
  - Avenida Lo Espejo
  - Santa Margarita Altura Del 2

Vuelta
- Comuna de San Bernardo
  - Santa Margarita
  - Avenida Lo Espejo
- Comuna de Lo Espejo
  - Juan F. González
  - Gabriela Mistral
  - Cardenal Raúl Silva Henríquez
  - Av. Diagonal Las Torres
  - Avenida Lo Ovalle
- Comuna de Pedro Aguirre Cerda
  - Club Hípico
  - Av. Alcalde Carlos Valdovinos
  - Avenida Pedro Montt
  - Avenida Beaucheff
- Comuna de Santiago
  - Avenida República
  - Avenida Ricardo Cumming
  - San Pablo
  - Mapocho

## Puntos de interés
- Municipalidad de Lo Espejo
- Escuela Básica Bluestar College
- Estadio Davila
- Municipalidad de Pedro Aguirre Cerda
- Metro P. Pedro Aguirre Cerda
- Parque Centenario
- Fantasilandia
- Movistar Arena
- Campus Beauchef de la Universidad de Chile
- Metro República
- Plaza Brasil
- Estación Mapocho
- Mercado Central